# 司齐
司齐（？—前558年），姓不详，司氏，名齐，司臣的儿子，郑国大夫。

## 作乱
子驷和尉止有矛盾，子驷疏通田地水沟时，司氏、堵氏、侯氏、子师氏都丧失了土田，所以五个宗族聚集了一伙不得志的人，依靠被子驷所杀害的几位公子的党徒发动叛乱。
前563年冬季的十月十四日，尉止、司臣、侯晋、堵女父、子师仆率领叛乱分子进入郑国首都，当日早晨在西宫的朝廷上杀死了杀死了当国子驷、司马子国、司空子耳，将郑简公劫持到了北宫。
子产听说有叛乱，设置守门的警卫，配齐所有的官员，关闭档案库，慎重收藏，在完成防守准备后让士兵排成行列再出动，收拾了子国的尸骨后进攻北宫的叛乱者，子蟜率领国人援助他，尉止、子师仆和叛乱者全被杀死，侯晋逃亡到晋国，堵女父、司臣、尉翩、司齐逃亡到宋国。

## 受醢刑
前558年，郑国人由于子西、伯有、子产的缘故，用一百六十匹马和师茷、师慧两位乐师作为财礼送给宋国，又以子晳为人质，向宋国求取尉氏、司氏的叛乱残余分子。宋国司城乐喜把堵女父、尉翩、司齐交给了郑国，把认为有才能的司臣放走了。郑国人把这三人剁成了肉酱。